# 雷明登ACR突擊步槍
先進戰鬥步槍（英語：Adaptive Combat Rifle，簡稱：ACR），前稱：馬格普馬沙達（英語：Magpul Masada），是由美國馬格普工業公司設計的一種突擊步槍。其樣槍首次在2007年於佛羅里達州奧蘭多舉辦的SHOT Show中亮相。於2008年1月底，大毒蛇公司（Bushmaster）與馬格普工業公司達成協議，協議內容為：馬薩達步槍由大毒蛇公司接管生產、售賣以及進一步改進。而雷明登武器公司則負責生產此武器的軍用版本。雷明登ACR是其中一款於2008年11月13日的僅限邀請工業日向美國陸軍展示的武器，該工業日的目的是希望在尋找M4卡賓槍的未來替代品之前審視當前的卡賓槍。該槍亦參與了2011年由美國陸軍舉辦的個人卡賓槍競選。

## 歷史
馬沙達步槍的設計源自數款突擊步槍，設計者將其認為最佳的設計融合至一把輕型模組化步槍。其短行程活塞導氣系統來自阿瑪萊特AR-18突擊步槍、上機匣和槍機拉柄位置參考自FN SCAR突擊步槍、大量採用聚合物零件的概念沿自HK G36突擊步槍和XM8突擊步槍，扳機組、槍管和射控組則來自AR-15／M16突擊步槍。部份資料指出其槍機釋放鈕是參考自羅賓遜XCR突擊步槍。馬沙達步槍還具備由馬格普設計的快拆槍管／耳軸系統、可調較式氣體調節器、非復進式槍機拉柄和位於槍托及手槍握把內的儲物空間。在與大毒蛇達成協議之前，馬格普對該槍的設計做了數種變更，其中最明顯的是將左右靈巧操作的槍機拉柄移到更前的位置（類似於HK G3自動步槍和HK MP5衝鋒槍）。該槍能夠很容易地透過更換槍栓、彈匣和槍管來進行口徑變更。
該槍原來的名字“馬沙達”是來自以色列的馬沙達堡壘。馬格普宣稱其不是一間由猶太人擁有或受以色列資助的公司，不過他們總是認為圍攻馬沙達的事蹟是勇敢反抗的例子。當與大毒蛇簽定生產協議後，馬沙達的名字已不再被使用。
2008年1月，馬格普工業公司把馬沙達的生產權賣給大毒蛇公司，該公司其後將馬沙達改良為“先進戰鬥步槍”。不久，大毒蛇公司被雷明登武器公司收購，該槍的民用型繼續由前者生產，軍用型則由後者生產。
該槍是在缺少政府資金下於5個月內完成開發，以圖取代M16。它的原型槍於2007年在佛羅里達州奧蘭多舉辦的SHOT Show中展出。原定於2008年的第二季度推出，大毒蛇卻於2008年5月16日宣佈由於要著重軍事項目而將該槍延遲至2009年的第一季度正式推出。大毒蛇在雷明登武器公司的協力下為ACR進行了許多測試和改良，以令它符合美軍的需求。他們也確保ACR能夠在極端環境下操作，例如暴露在沙塵、泥濘和水下等。
ACR曾經於2011年參與美國陸軍的“個人卡賓槍”（Individual Carbine）競選，以尋找取代M4卡賓槍的武器。
採用初期設計的ACR被用於個人卡賓槍競選。2011年後期，雷明登發佈了一種針對該競選的改良型，改進之處包括：改用一個鎂製的下機匣、M16A2樣式手槍握把、不可摺疊的可伸縮式槍托、卡賓槍長度的導氣系統、全新的槍管螺母（令其無法採用快拆槍管），以及可摺疊式槍機拉柄。這些改動令整槍輕了1.8磅（0.8公斤）。可是在有贏家之前該競選就被取消了。
雷明登亦發佈了一種名為“ACR-C PDW”的衍生型。該型號保留著個人卡賓槍衍生型的一些特徵，不過它重新採用了摺疊式槍托和具備一根9.5寸長的短槍管。在槍托摺疊下，該槍全長只有19.5寸。雷明登後來以“ACR PDW”取代了該型號。
2014年1月，大毒蛇發佈了一種ACR的精確射手步槍型。它配備馬格普PRS可調式槍托、一根18.5寸（470毫米）長的完整輪廓416不銹鋼Melonite塗層槍管（保留了卡賓槍長度導氣系統）與1.7寸長膛線，以及Geissele增強型扳機。該衍生型重8.75磅（3.97公斤），建議零售價為2,799美元。
ACR在2010年第二季度開始向軍隊、政府和商業買家銷售。根據大毒蛇提供的資料，ACR的官方建議零售價介乎2,685—3,061美元，比起早期報價的1,500美元貴出兩倍以上。這引起了槍械社群和民間擁槍者的抗議。由大毒蛇生產的半自動民用版被提供於商業市場出售，而雷明登生產的選射版本則只供應給軍隊和執法機關。
2010年10月15日，大毒蛇發表了一份召回所有ACR步槍的聲明，並指導用戶“立刻停止使用您的ACR步槍”，以及如何聯絡客戶支援以進行退貨授權。大毒蛇指出少部份ACR可能有性能上的問題，並繼續指出該槍存在著“每次扣動扳機會發射大量子彈”的設計缺陷。大毒蛇亦表明將支付一切被召回步槍的維修費用。

## 設計

### 雷明登ACR
雷明登ACR是一款採用模組化設計的氣動式選射武器。它有著來自其他步槍的設計特點，例如：M16及FN SCAR。ACR模組化系統的核心理念是它能夠在短短數分鐘內更換成不同配置的武器，以擔任不同角色。該槍只向軍隊和執法機關出售，口徑有5.56×45毫米NATO和6.8×43毫米雷明登SPC兩種。用戶能夠透過更換槍栓、槍管和彈匣來改變口徑。
該槍的所有零件都能夠很容易地分解以方便進行保養，而且所有操作部件都可左右手靈巧操作。一個3段式射擊選擇桿設置於其手槍握把上方，它設有保險、半自動和全自動3個模式。其槍機拉柄能夠按用戶喜好而安裝在上機匣的任一邊，射擊時不會隨槍機一同復進。其彈匣釋放鈕也可以左右手操作。拋殼口位於機匣右側，不過它設有彈殼偏轉器令左撇子射手射擊時可把彈殼推走。
用戶可按自身需求而選擇護木、槍托和扳機組的配置。可選的槍托有固定可調節式、摺疊調節式（可摺疊及6段式伸縮）及基於馬格普PRS槍托的一種狙擊用槍托。雷明頓ACR的鋁製5面護木可供使用者安裝皮卡汀尼導軌以裝上各種配件；而大毒蛇ACR則採用一種設有散熱孔的聚合物材料護木和鋁製3面皮卡汀尼導軌護木。
ACR採用馬格普公司生產的P-Mag彈匣供彈，它是一種30發容量的聚合物彈匣。馬格普宣稱它比起其他市場上同類型的產品更耐磨、耐衝擊和可在惡劣的環境下使用。P-Mag為STANAG 4179規格，能夠對應大部份採用STANAG彈匣的槍械，包括M16系列。
該步槍有4種長度的槍管可供選擇，並能夠在不需任何工具下即可從一把標準型步槍（配備16.5寸槍管）轉換成一把卡賓槍（配備14.5寸槍管）、一把緊湊步槍（配備10.5寸槍管），或一把精確射手步槍（配備18寸槍管）。這些槍管都經過錘鍛和氮化處理硬化，而不是像其他步槍那樣具備鍍銘槍膛。

### 大毒蛇ACR
大毒蛇ACR是一款採用模組化設計的氣動式半自動步槍。它具備一個鋁合金上機匣，聚合物製成的手槍握把，扳機和彈匣插座（下機匣）以十字銷連接上機匣。它專門在民間市場上出售，除了5.56×45毫米NATO和6.8×43毫米雷明登SPC外還有其他可透過售後市場提供的口徑轉換套件轉換的其他口徑。
其扳機／手動保險組為單一的可拆卸部件，並可通用AR-15的部份零件。該槍具備一根快拆式槍管，上面裝有其短行程活塞。要移除槍管，用戶需要移除護木，然後向下擺動位於槍管下的線桿，再扭轉槍管將其解鎖，把它拉至機匣外。所有槍管都是自由浮動式設計，這有助於提升精度。其槍管就像一根具備經調整尺寸的導氣口和薄型活塞支撐的AR-15槍管。槍栓座也被設計成單一零件，並具備固定復位彈簧和旋轉式多重鎖耳槍栓，可直接鎖定到槍管後膛。
其彈匣插座可兼容大部份AR-15樣式彈匣，上面具備兩手靈巧操作的彈匣釋放鈕。其也是兩手靈巧操作的槍機釋放鈕位於扳機護環前方。保險裝置亦是兩手靈巧操作，而槍機拉柄則可安裝在步槍的任一側。該槍可配備馬格普生產的各種槍托，有固定或摺疊式可選（部份還可調較貼腮片）。它的上機匣頂部設有皮卡汀尼導軌可供裝上各種可拆式機械瞄具或瞄準鏡。大毒蛇ACR採用一種設有散熱孔的聚合物材料護木（配備MOE導軌整合系統）或鋁製3面皮卡汀尼導軌護木，而雷明頓ACR則配備鋁製5面護木可供使用者安裝皮卡汀尼導軌以裝上各種配件。
2020年，由於雷明登公司宣告破產，作為其子公司的大毒蛇公司亦受到影響，並導致ACR停產。

## 衍生型

### 雷明登ACR
- ACR：配備14.5／16.5寸槍管。
- ACR-PDW：配備8.25／10.5寸槍管。

### 大毒蛇ACR
- ACR基本型（ACR Basic）：配備16.5寸槍管。
- ACR增強型（ACR Enhanced）：配備16.5寸槍管。
- ACR DMR：配備18.5寸槍管。
- ACR SBR：配備10.5寸槍管。

## 使用國
- 波蘭
  - 波蘭軍事情報局（SWW （页面存档备份，存于））[1]
- 美国
  - 地方警察部門（大毒蛇ACR）

## 流行文化

### 電影
- 2009年—：型號為馬格普馬沙達，由巴恩斯（凡夫俗子飾演）所持有。
- 2011年—
- 2014年—：由猿族藍眼（尼克·瑟斯頓飾演）所使用。

### 電子遊戲
- 2009年—及重製版：型號為馬格普馬沙達（重製版中模組造型修正為真正的雷明登ACR，但奇怪地護木插銷突了出來，彈匣也錯位了），命名為“ACR”，使用灰色或数码迷彩槍身。戰役模式中由141特遣隊和暗影連所使用。聯機模式時於等級48解鎖，可使用配件包括：榴彈發射器、紅點鏡、消音器、ACOG光學瞄準鏡、全金屬披甲彈（英语：Full metal jacket bullet）、霰彈槍、全息瞄準鏡、心跳探測儀、熱能探測式瞄具和延長彈匣（45發）
- 2010年—
- 2011年—：型號為雷明登ACR，命名為“ACR 6.8”，卡其色槍身，槍上刻有雷明登公司商標。奇怪地作為6.8毫米口徑型使用P-Mag彈匣可裝填30發子彈。戰役模式中由美國陸軍三角洲特種部隊合金分隊成員“寒霜”於“焦土策略”關卡所使用。聯機模式時於等級50解鎖，生存模式時則為等級14，可使用配件包括：榴彈發射器、紅點鏡、消音器、ACOG光學瞄準鏡、雙重瞄準鏡、霰彈槍、全息瞄準鏡、心跳探測儀、熱能探測式瞄具和延長彈匣（45發）。
- 2011年—：型號為雷明登ACR 14.5寸槍管型，發射6.5毫米格倫德爾子彈，載彈量26發，於正面交鋒資料包中實裝，因版權問題改名為"ACW-R"，使用灰色槍身，為突擊兵專用武器。
- 2012年—：裝有G36C上提把组件，由BSAA隊員和克里斯所使用。
- 2012年—
- 2012年—《战争前线》：型号为馬格普馬沙達步枪型、精确射手型及雷明登ACR6.8 CQB型。
  - 馬格普馬沙達步枪型命名为“ACR”，为步枪手专用武器，使用30发弹匣，中国大陆服务器为K点出售，俄罗斯与欧美服务器为抽奖武器，拥有皇冠币专属迷彩版本、圣诞专属涂装版本及中国新年专用涂装版本，均强化威力及载弹量，且以上版本均可以改装枪口配件（通用消音器、突击消音器、突击制退器、突击刺刀）、战术导轨配件（通用握把、突击握把、突击握把架、枪挂型榴弹发射器）以及瞄准镜（EOTECH 553全息瞄准镜、绿点全息瞄准镜、ELCAN SpecterDS瞄准镜、红点瞄准镜、步枪高级瞄准镜、Trijicon ACOG瞄准镜）。
    - 中国大陆服务器的ACR属性有削弱，皇冠版本与通常版本只为载弹量上的区别，而其他版本则与国外服务器相同；圣诞版本与新年版本均为活动武器。

  - 馬格普馬沙達精确射手型命名为“ACR SNR”，为狙击手专用武器，高级解锁，可以改装枪口配件（狙击枪制退器）、战术导轨配件（狙击枪双脚架、特殊狙击枪双脚架）以及瞄准镜（狙击枪5.5x瞄准镜、狙击枪4.5x中程瞄准镜、狙击枪4x短程瞄准镜、狙击槍5x快速瞄准镜）。
    - 中国大陆服务器的弹匣载弹量为12发，欧美与俄罗斯服务器的弹匣载弹量为20发。

  - 雷明登ACR6.8 CQB型命名为“ACR CQB”，为工程兵专用武器，枪身上有“Remington”字样的铭文（欧美服务器由于武器版权原因而没有铭文，改为战斗磨损），使用30发弹匣，为抽奖武器，可以改装枪口配件（通用消音器、冲锋枪消音器、冲锋枪制退器、冲锋枪刺刀）、战术导轨配件（通用握把、冲锋枪握把、冲锋枪握把架）以及瞄准镜（EOTECH 553全息瞄准镜、绿点全息瞄准镜、红点瞄准镜、冲锋枪普通瞄准镜、冲锋枪高级瞄准镜、冲锋枪专家瞄准镜）。
    - 此枪内测时期使用的是馬格普馬沙達的模型，不同的是枪托折叠了起来并且是短枪管。
- 2013年—《絕對武力Online 2》：型號為馬格普馬沙達，命名為“ACR”，卡其色槍身。
- 2013年—：型號為雷明登ACR 14.5寸槍管型，因版權問題而被改名為「ACW-R」，使用灰色槍身，歸類為卡賓槍，載彈量30+1發，單機模式中能夠由主角丹尼爾·雷克（Daniel Recker）所使用。聯機模式中為所有兵種的解鎖武器。
- 2014年—《特種部隊2》：將原槍身塗上白金漆料，加上黃金雕花，配上EOTech全息瞄準鏡，被命名為ACR Arthur。
- 2015年—：型號為雷明登ACR 14.5寸槍管型，命名為「ACW-R」，卡其色槍身，歸類為卡賓槍，載彈量30+1發，預設配備制退器，自資料片「劫案」更新後免費解鎖，能夠由執法機關和罪犯兩方操作者（Operator）所使用。可加裝各種瞄準鏡（反射、眼鏡蛇、全息瞄準鏡（放大1倍）、PKA-S（放大1倍）、Micro T1、SRS 02、Comp M4S、M145（放大3.4倍）、PO（放大3.5倍） 、ACOG（放大4倍）、PSO-1（放大4倍）、IRNV（放大1倍）、FLIR（放大2倍））、附加配件（傾斜式機械瞄具、傾斜式紅點鏡、延長彈匣（增至35+1發）、電筒、戰術燈、激光瞄準器、穿甲曳光彈）、槍口零件（制退器、補償器、重槍管、抑制器、消焰器）及握把（垂直握把、粗短握把、直角握把）。
- 2017年—
- 2019年—《少女前线》：型號為雷明登ACR，以拟人化的萌娘形态出现，为五星突击步枪战术人形。
- 2021年—《戰地風雲2042》：型號為雷明登ACR，命名為“ACW-R”，作為戰地風雲入口的武器登場。
- 2023年—《決勝時刻：現代戰爭III 2023》：型號為大毒蛇ACR 5.56毫米口徑型、大毒蛇ACR .458 SOCOM口徑型及大毒蛇ACR精確射手步槍型。
  - 大毒蛇ACR 5.56毫米口徑型命名為“MCW”，使用卡其色槍身並歸類為突擊步槍。
  - 大毒蛇ACR .458 SOCOM口徑型命名為“Sidewinder”，使用黑色槍身並歸類為戰鬥步槍。
  - 大毒蛇ACR精確射手步槍型命名為“MCW 6.8”，使用黑色槍身並歸類為精確射手步槍，預設只能半自動射擊。

### 動畫
- 2012年—《軍火女王》：型號為馬格普馬沙達，卡其色槍身，在第二季成為蔻蔻·海克梅迪亞部隊的制式武器。
- 2015年—《緋彈的亞莉亞 AA》：型號為馬格普馬沙達，為火野萊卡所使用的武器。另有加掛M203槍掛40mm榴彈發射器、消音器及快瞄鏡。

## 另見
- MSBS Radon突擊步槍（另一款類似的波蘭製突擊步槍）
- FN SCAR突擊步槍（另一款設計架構相似的比利時與美國製突擊步槍）
- HK433突擊步槍
- Magpul PDR卡賓槍
- M-LOK